# Subokrini
Subokrini, (latinsko Subocrini), so bili pleme Japodov.
Subkorini so živeli pod Ocro (Ocra; danes Nanos) na pivški planoti (Škocjan?) in v zgornji Vipavski dolini. Omenja jih zgolj starorimski zgodovinar Plinij starejši kot eno izmed istrskih plemen. Njihovo ime je povezano s prelazom Postojnska vrata pod Okro, čez katerega je vodila trgovska pot z Balkana na Apeninski polotok.